# Érize-la-Brûlée
Érize-la-Brûlée település Franciaországban, Meuse megyében. Lakosainak száma 174 fő (2022. január 1.). Érize-la-Brûlée Belrain, Raival, Rumont, Seigneulles, Vavincourt és Villotte-sur-Aire községekkel határos.

## Népesség
A település népességének változása:
| Lakosok száma | 113  | 185  | 187  | 184  | 166  | 181  | 188  | 189  | 184  | 174  |
|               | 1968 | 1982 | 1990 | 2006 | 2013 | 2015 | 2017 | 2019 | 2020 | 2022 |